# 愛沙尼亞行政區劃
愛沙尼亞是具有一层地方行政管理系统的统一国家。地方事务由地方政府自主管理。
自2017年行政体制改革后，爱沙尼亚下分79个地方政府，包括15个城市和64个乡村市镇。所有的市镇具有相同的法律地位。若干市镇一起组成为一个县（也有参考文献称为省），县是中央政府的一个行政管理层。地方政府的代议机构是市镇议会，每四年直选一次。市镇议会任命由市长领头的地方市镇政府。为了进一步的地方分治，地方政府可以成立权力有限的市区。现在只有塔林和希乌马划分成这样的市区。
除了行政区划单位（县和市镇）之外，爱沙尼亚领土也划分成不同类型的聚居点：村庄、小镇、集镇和非独立市（即不具市镇地位的市）。后三者在中文里会统称为城镇。一般来说村庄是人口稀少的乡村地区或者少于300人的密集乡村地区。小镇、集镇和非独立市则是人口密集的城市地区，小镇和集镇一般至少有300人以上，非独立市则至少有1000人以上。

## 县份
| 50 km |

| 代码  | 县名       | 首府     | 面积（km²） （2018年） | 人口 （2021年） | 人口密度（人/km²） |
| ----- | ---------- | -------- | ---------------------- | --------------- | ------------------ |
|       | 哈爾尤縣   | 塔林     | 4,327                  | 617,048         | 140                |
| EE-39 | 希烏縣     | 凯尔德拉 | 1,032                  | 9,514           | 9.2                |
|       | 东维鲁县   | 约赫维   | 2,972                  | 133,888         | 45                 |
|       | 約蓋瓦縣   | 約蓋瓦   | 2,545                  | 28,218          | 11                 |
|       | 耶尔瓦县   | 派德     | 2,623                  | 29,844          | 11                 |
|       | 莱内县     | 哈普萨卢 | 1,816                  | 20,561          | 11                 |
|       | 西维鲁县   | 拉克韦雷 | 3,696                  | 58,700          | 16                 |
|       | 珀尔瓦县   | 珀尔瓦   | 1,823                  | 27,028          | 14                 |
|       | 派尔努县   | 派尔努   | 5,419                  | 86,756          | 16                 |
| EE-71 | 拉普拉县   | 拉普拉   | 2,765                  | 33,383          | 12                 |
| EE-74 | 萨雷县     | 库雷萨雷 | 2,938                  | 33,574          | 11                 |
| EE-79 | 塔尔图县   | 塔尔图   | 3,349                  | 153,859         | 46                 |
| EE-81 | 瓦尔加县   | 瓦尔加   | 1,917                  | 27,983          | 15                 |
| EE-84 | 维尔扬迪县 | 维尔扬迪 | 3,420                  | 45,915          | 13                 |
| EE-87 | 沃鲁县     | 沃鲁     | 2,773                  | 35,317          | 13                 |

## 市镇
市镇有两种类型，然而在法律上两者没有区别。
- 城市型的市镇，或称为“市”
- 乡村型的市镇（或称为“乡”）

爱沙尼亚各个县份内的市镇：
哈爾尤縣
- 阿尼亚
- 哈尔库
- 约莱赫特梅
- 凱伊拉（城市型）
- 基利
- 科塞
- 库萨卢
- 洛克薩（城市型）
- 西哈尔尤
- 馬爾杜（城市型）
- 拉西庫
- 拉埃
- 薩庫
- 绍埃
- 塔林（城市型）
- 維姆西

希烏縣
- 希乌马

東維魯縣
- 阿卢塔古塞
- 約赫維
- 科赫特拉-耶爾韋（城市型）
- 吕加努塞
- 纳尔瓦（城市型）
- 纳尔瓦约埃苏（城市型）
- 錫拉邁埃（城市型）
- 托伊拉

約蓋瓦縣
- 约盖瓦
- 穆斯特韦
- 珀爾察馬

耶爾瓦縣
- 耶尔瓦
- 派德（城市型）
- 蒂里

萊內縣
- 哈普萨卢（城市型）
- 莱内-尼古拉
- 沃爾姆西

西維魯縣
- 哈利亚拉
- 卡德里納
- 拉克韦雷市镇
- 拉克韋雷（城市型）
- 塔帕
- 溫尼
- 维鲁-尼古拉
- 小馬爾亞

珀爾瓦縣
- 卡內皮
- 珀爾瓦
- 賴皮納

派爾努縣
- 黑德梅斯泰
- 基赫努
- 莱内兰纳
- 北派尔努马
- 派尔努（城市型）
- 薩爾德
- 托里

拉普拉縣
- 凱赫特納
- 科希拉
- 邁爾亞馬
- 拉普拉

薩雷縣
- 萨雷马
- 穆胡
- 鲁赫努

塔爾圖縣
- 埃尔瓦
- 坎比亞
- 卡斯特雷
- 盧尼亞
- 訥奧
- 佩普西埃雷
- 塔爾圖市鎮
- 塔尔图市（城市型）

瓦爾加縣
- 奧泰佩
- 特尔瓦
- 瓦尔加

維爾揚迪縣
- 穆尔吉
- 北萨卡拉
- 维尔扬迪市镇
- 維爾揚迪（城市型）

沃魯縣
- 安茨拉
- 勒乌格
- 塞托马
- 沃魯市鎮
- 沃魯（城市型）